# Фукс, Филипп Жак Эдмон
Фили́пп Жак Эдмо́н Фукс (фр. Philippe Jacques Edmond Fuchs, 1 апреля 1837 года, Страсбург — 7 сентября 1889 года, Париж) — известный французский геолог и минералог.
Участвовал в 1865 году в составлении подробной геологической карты Франции (фр.). С 1879 года — профессор парижской Горной школы. Предпринял множество научных изысканий и путешествий по Европе, Чили (1870), Тунису (1873—1874), Тонкину и Камбодже (1881—1882), Калифорнии (1885) и Мексике (1888). Участвовал в обсуждении проекта прорытия канала через Сахару и провёл на месте подробные исследования пустыни, после чего проект был оставлен.

## Семья
Супруга — Генриетта, урождённая Леду (фр.), певица и музыкальный критик, сестра Шарля Леду (фр.), основателя горнодобывающей компании Société minière et métallurgique de Peñarroya (фр.).
У них было четверо детей, среди которых — Элизабет Фукс (фр.), одна из первых во Франции девушек-скаутов.

## Главнейшие труды
- «Etude sur les gisements métallifères des vallé es Trompia, Sabbia, etc., en Lombardie» (Париж, 1869)
- «Mémoire sur l’exploration des gîtes de l’Indo-Chine» (Париж, 1882)
- «Notice sur A. Béguyer de Chancourtois» (Париж, 1887)
- «Note sur la constitution des gîtes de phosphate de chaux» (Нанси, 1887)
- многочисленные статьи